# El auriga
El auriga (The Charioteer) es una novela bélica histórica de Mary Renault, publicada por vez primera en Londres en 1953. Se ambienta en Inglaterra durante la Segunda Guerra Mundial. Relata el triángulo amoroso entre tres hombres, uno de ellos herido en la batalla de Dunquerque (Laurence, conocido como Laurie), otro veterano retirado (Ralph) y el tercero objetor de conciencia (Andrew). 
Debe su título al mito del carro alado, de Platón, según el cual las decisiones que una persona puede tomar le llevan por uno u otro camino en la vida, al igual que un auriga maneja una carruaje (biga) de dos caballos, uno blanco y otro negro, cada uno de los cuales representa respectivamente la razón y la pasión.
La editorial estadounidense de Renault (Morrow) rechazó publicarla hasta el año 1959 debido a su retrato, en líneas generales, positivo, sobre la homosexualidad. El auriga es una novela significativa porque presente un tema gay de manera destacada, y positiva en una fecha bastante temprana y rápidamente se convirtió en un superventas, en particular dentro de la comunidad gay.

## Argumento
Esta novela romántica se ambienta, principalmente, en 1940 durante el período de la Segunda Guerra Mundial inmediatamente posterior a Dunkerque, en un hospital militar inglés durante los apagones y bombardeos nocturnos. El protagonista de la historia, Laurie (Laurence) «Spud» Odell, es un soldado joven herido en Dunkerque quien debe decidir si ama a un joven objetor de conciencia que trabaja en su hospital o un oficial naval a quien ha «adorado» cuando ambos eran alumnos en un internado sólo para chicos y con quien de pronto ha reconectado. En aquella época, Laurie ignoraba que eso que sentía era ser homosexual. 
El objetor de conciencia, Andrew Raynes, es un joven cuáquero. No entra en combate por lo que trabaja como ordenanza en el hospital donde convalece Laurie. Andrew no es consciente de su propia sexualidad. Establecen una relación de amistad.
Ralph Lanyon, quien capitaneaba el buque mercante que evacuó a Laurie de Dunkerque, era el héroe de juventud de Laurie en la escuela, pero fue expulsado por un incidente sexual con otro chico (Hazell). Tiene experiencia sexual y es un miembro establecido de la subcultura homosexual de la ciudad más cercana.
Laurie debe aceptar su propia naturaleza, así como los dos diferentes aspectos del amor, que personifican Andrew y Ralph: la naturaleza asexual, «pura» de su amor por Andrew; y la satisfacción sexual de su amor por Ralph. El título de la novela procede de la alegoría del auriga que emplea Platón en su diálogo Fedro, en el que el alma (el auriga) debe aprender a dominar los dos aspectos del amor, el caballo negro representaría el lado lujurioso del amor, y el caballo blanco representaría la parte altruista del amor.
Ralph y Laurie inician una relación pero el segundo está confundido y cree que ama a Andrew pero éste ni siquiera sabe que lo que siente por Laurie y sus creencias le impiden aceptarlo también.
Esta confusión de Laurie le impide ver en Ralph a la pareja adecuada para él. Ralph lo ama y sabe que pueden tener un futuro juntos; son de caracteres afines y también en su manera de entender y vivir su homosexualidad en una época como esa. 
Con el tiempo, las circunstancias acaban forzando a Laurie a elegir a Ralph en vez de a Andrew, dejando a Andrew antes que forzarlo a un conflicto con sus creencias religiosas y su sexualidad aún por decidir. Hay altruismo también por parte de Ralph, puesto que está dispuesto a sacrificarse antes que interponerse en el camino de Laurie y forzarle a llevar su propio estilo de vida, de sexualidad encubierta y «especialización».
Renault se preocupaba por que los hombres homosexuales fueran miembros de la sociedad completamente integrados, y que no intentaran existir en un gueto hecho por ellos mismos, como queda ejemplificado en la fiesta («en parte burdel, en parte club de corazones solitarios») en que Ralph y Laurie se reencuentran. En Ralph, Renault crea un héroe dañado con el potencial para ser un guerrero noble (ella alude al El banquetede Platón, en que un personaje filosofa sobre un ejército compuesto de amantes masculinos), a quien Laurie, que aún no ha perdido su idealismo juvenil, puede redimir. La esperanza es que Laurie y Ralph puedan construir una relación a largo plazo que tenga sentido, más que una vida que sólo ofrezca gratificación sexual.
Durante la guerra, Renault se había formado como enfermera y trabajó durante varios meses en el hospital de emergencias en Winford justo en las afueras de Bristol (que tenía bastantes objetores de conciencia trabajando como ordenanzas). La ambientación de la historia en tiempos de guerra le permite a Renault tratar temas como por ejemplo que los hombres gais podían ser miembros de la sociedad valiosos y útiles, tal como ella dice «alcanzar la dignidad como ser humano», mientras que al mismo tiempo permanecían fieles a su propia naturaleza. Otras novelas tempranas de Renault trataron también temas gais (principalmente, lésbicos) pero en sus novelas posteriores, Renault se alejó del siglo XX y se centró en historias de amantes masculinos en las sociedades guerreras de la antigua Grecia. Así ella no tuvo que tratar más con los temas y prejuicios gais modernos, y era libre de examinar la naturaleza del amor masculino y los héroes como objeto romántico.

## Personajes
Laurence "Laurie" Patrick («Spud») Odell: el personaje principal, de 23 años; herido en Dunkerque y enviado a un hospital temporal en el país, obviamente cercano a Bristol (llamado Bridstow en la novela)

Ralph Ross Lanyon: un par de años mayor que Laurie y anteriormente prefecto jefe del internado de Laurie; fue expulsado tras un «escándalo sexual»; se une a la marina mercante y después a la Real Reserva Naval de Voluntarios durante la guerra y pierde varios dedos de una mano mientras capitanea el barco que trajo al herido Laurie de vuelta de Dunkerque; uno de los intereses románticos de Laurie

Andrew Raynes: el otro interés amoroso de Laurie; un joven cuáquero y objetor de conciencia que trabaja en el hospital en el que Laurie es un paciente

Reg Barker: amigo de Laurie, otro soldado herida en el hospital

Madge Barker: la esposa de Reg, que tiene un affaire

Enfermera Adrian: una enfermera en el hospital en el que Laurie y Reg son pacientes

Lucy Odell: la madre de Laurie

Michael Odell: el padre de Laurie, fallecido. Un periodista irlandés que murió de alcoholismo y neumonía cuando Laurie tenía seis años.

Gareth Straike: el segundo esposo de la madre de Laurie

Bunny: compañero de Ralph y antiguo compañero de piso

Alec Deacon: un médico residente, amigo y expareja de Ralph 

Sandy Reid: también un médico residente y actual pareja de Alec

Dave: un cuáquero viejo, que también trabaja en el hospital y es el líder oficioso de los objetores de conciencia que trabajan como ordenanzas; amigo de la familia de Andrew desde hace años. Tuvo, como mínimo, un «encaprichamiento» con el padre de Andrew (Bertie) antes de casarse

## Recepción y análisis crítico
David Sweetman, el biógrafo de Renault, señala que algunos críticos relacionaron el libro con el creciente movimiento para reformar las leyes contra la homosexualidad en el Reino Unido e «incluso atrajo el apoyo del periódico oficial de la iglesia de Inglaterra».
Anthony Slide observa que El auriga fue un superventas dentro de la comunidad gay. Michael Bronski llamó a la novela «un claro alegato por la tolerancia de los homosexuales» y lo alabó como obra «sincera y bien escrita».
El auriga no estuvo incluida en la lista top 100 de novelas gais y lesbianas recopilada por The Publishing Triangle en 1999. Sin embargo, los visitantes del lugar la votaron como su número 3 (de 100).
El auriga se ha publicado de manera continua desde su publicación y sigue influyendo a lectores incluso después de sesenta años. y 

En 2013 el libro fue reeditado por Virago Press dentro de su serie Modern Classics; esta edición tiene una útil introducción escrita por Simon Russell Beale.
El auriga se publicó en español en 1989, con traducción de María José Rodellar. y en griego en el año 1990 con el título Ο Ηνίοχος.
En 2008, un fan creó su impresión de un trailer para la (nunca realizada) película de la novela.